# Soca de Mots
Soca de Mots és una associació que aplega la major part de glossadors menorquins com Miquel Ametller, Pilar Pons, Toni Rotger, Esteve Barceló, Moisés Coll, Joan Fortuny, Jaume Llambies i Alfonso de la Llana, i que organitza trobades de glossadors d'arreu dels Països Catalans. El 2007 va rebre el Premi Bartomeu Oliver dels Premis 31 de desembre de l'Obra Cultural Balear per la seva bona feina en la revitalització del glossat menorquí i per haver conservat i fomentat el glossat a l'illa de Menorca i haver-lo difós entre la població jove.